# Érsekhalma
Érsekhalma là một thị trấn thuộc hạt Bács-Kiskun, Hungary. Thị trấn này có diện tích 27,56 km², dân số năm 2010 là 668 người, mật độ 24 người/km².